# Kaš
Kaš (čínsky pchin-jinem 'Kax He') je řeka v autonomní oblasti Sin-ťiang na západě ČLR. Je 350 km dlouhá. Povodí má rozlohu 10 000 km².

## Průběh toku
Pramení v masívu Iren-Chabyrga (Východní Ťan-Šan). Převážnou část toku protéká dlouhou dolinou mezi hřbety Borochoro a Avral-Ula. Místy protéká těžko dostupnými soutěskami. Ústí zprava do řeky Ili (povodí jezera Balchaš).

## Vodní stav
Zdroj vody je ledovcovo-sněhový. Průměrný roční průtok na dolním toku je 127 m³/s (maximální 700 m³/s).

## Využití
Využívá se pro zavlažování.